# 自动变速箱油
自动变速箱油（Automatic Transmission Fluid）是负责自动变速箱润滑和液压功能的油品。与手动变速箱油不同的是，大部分自动变速箱油必须负责液压传动，所以不可以以普通的齿轮油甚至是機油等代替。
1970年代之前，變速箱油多以抹香鯨油製作。為保護野生動物，各國政府禁止濫殺鯨類。變速箱油逐漸由動物油向礦物油轉化。變速箱油與機油的理化性質不同，顏色一般為紅色。一般而言，變速箱油比機油價格也貴很多。

## 行星齿轮变速箱油
汽车工业界，目前绝大多数自动变速箱仍然是传统的行星齿轮变速箱。所以一般的自动变速箱油往往就是针对这一类变速箱设计的。与发动机润滑油不同的是，自动变速箱油缺乏统一的国际标准，所以每一个变速箱厂商都有自己的一套标准，而变速箱油生产厂家根据这些标准制造油品。常用的标准有：

### 福特Mercon
Mercon 此标准用于1997年之前的福特无铜摩擦片设计自动变速箱。1998年该标准作废。
Mercon V 此标准用于1998年之后的自动变速箱，并可以兼容1997年之前的早期变速箱。由于仅仅改进了低温流动性能，而高温粘度没有变化，所以该变速箱油可以视为Mercon的升级版。
Mercon SP 和 Mercon LV 此标准在2005年之后逐渐普及，且粘度指数有所升级，无法与早期变速箱兼容。

### 德士龙Dexron
通用有Dexron III和Dexron VI两个标准的变速箱油，其中 VI标准可以兼容旧变速箱。Dexron II 已經被淘汰。

### 3309
此标准制造的变速箱有最高档位锁止功能，故3309变速箱油在理化性质上与其他油品不同。

### 其他標準
其他標準還有：寶馬公司、奔馳公司、豐田公司、本田公司以及韓國現代公司等標準。不同公司的變速箱油粘度及工作特性不同，一般不能混用，甚至同一公司不同車款也可能有各自專用的自动变速箱油。

## 其它自动变速箱油
其他的的变速箱油有CVT无极变速箱油和DSG雙離合变速箱油。这两种变速箱油与常见的ATF有一定区别，不能混用。DSG变速箱是由手动变速箱結構為基礎打造而成，因此原理上DSG变速箱油与手动变速箱的齿轮油工作条件大致相同，但尚无直接资料证明两者可以互换通用。

## 变速箱保养与油品更换
变速箱油若长期在高温下运作，则容易老化失效。目前许多汽车厂商宣称变速箱可以终身免维护，但仍然备有泄油螺栓。变速箱油的更换周期并无统一规定，一般以油品颜色来确定。通常情况下变速箱油为红色，若颜色变深或者变黑，即是失效前兆。
通常情况下，变速箱油底壳的油仅占变速箱整体油量的三分之一，因大部分变速箱油仍然在其他部位无法排出。故无特殊仪器之下，仅靠泄油螺栓无法全部排出润滑油。有些汽車保養廠會以機械做循環式換油，雖可換得較徹底，但因需耗用較多变速箱油，且有傷害變速箱內機件的風險。